# Polkörper
Polkörper, auch  Polkörperchen oder Richtungskörper genannt, werden im Zuge der Reife- oder Reduktionsteilung (Meiose 1) gebildet und haften an der (künftigen) Eizelle. Bei vielen Arten legen die Polkörper den animalen Pol der Eizelle fest, nicht so allerdings beim Menschen.
Sie sind haploid, relativ arm an Cytoplasma und werden in der Regel abgebaut (degenerieren).
Beim Menschen (wie bei allen Wirbeltieren) existieren zweierlei Polkörper. Der erste wird während der Meiose in der ersten Reifeteilung der primären Oozyte gebildet und besitzt einen haploiden Chromosomensatz mit 23 2-Chromatid-Chromosomen. Bei der Teilung entsteht die sekundäre Oozyte. In der zweiten Reifeteilung wird die sekundäre Oozyte in einen weiteren Polkörper und die reife Eizelle geteilt. Auch der Polkörper, der bei der ersten Reifeteilung entstand, kann sich teilen; es sind also am Ende insgesamt bis zu drei Polkörper vorhanden.
Die Polkörper können im Zuge der Polkörperdiagnostik, einer möglichen Art der Präkonzeptions- oder Präimplantationsdiagnostik, zur Untersuchung der weiblichen Keimbahn auf genetische Besonderheiten vor der Einpflanzung von in vitro fertilisierten („Reagenzglasbefruchtung“) Embryonen verwendet werden.